# Athlītikos Syllogos Omonoia Leukōsias 2011-2012
Questa voce raccoglie le informazioni riguardanti l'Omonia Nicosia nelle competizioni ufficiali della stagione 2011-2012.

## Stagione
Come da tradizione l'Omonia ha vissuto ai vertici la stagione calcistica nazionale. Dopo aver condotto per 20 giornate il campionato, finisce seconda dopo la regular season (a soli 3 punti dall'AEL capolista); non è riuscita a recuperare nel girone finale, perdendo anzi una posizione a vantaggio dell'APOEL e chiudendo terza.
In Coppa di Cipro, invece, l'Omonia è riuscito a conquistare la finale senza troppi patemi, perdendo l'unico incontro nella semifinale di ritorno contro l'Ethnikos Achnas (un ininfluente 0-1 dopo la vittoria per 3-0 dell'andata); nella finale ha superato l'AEL per 1-0, conquistando il suo 14º titolo.
Parziale delusione in Europa League: dopo la vittoria di prestigio sull'ADO Den Haag al terzo turno preliminare, è arrivata l'eliminazione nei play-off ad opera del Salisburgo.

## Maglie
| Casa | Trasferta |

## Rosa
| N. |                       | Ruolo | Calciatore                |
| -- | --------------------- | ----- | ------------------------- |
| 1  | Serbia (bandiera)     | P     | Dragoslav Jevrić          |
| 2  | Nigeria (bandiera)    | D     | Rasheed Alabi             |
| 5  | Grecia (bandiera)     | D     | Chrīstos Karypidīs        |
| 6  | Svizzera (bandiera)   | C     | Veroljub Salatić          |
| 7  | Cipro (bandiera)      | C     | Georgios Efrem            |
| 10 | Portogallo (bandiera) | C     | Bruno Aguiar              |
| 11 | Cipro (bandiera)      | C     | Andreas Avraam            |
| 13 | Cipro (bandiera)      | C     | Kōnstantinos Makridīs     |
| 15 | Cipro (bandiera)      | P     | Giorgos Loizou            |
| 18 | Cipro (bandiera)      | D     | Christoforos Charalambous |
| 19 | Israele (bandiera)    | D     | David Ben Dayan           |
| 20 | Algeria (bandiera)    | D     | Sofyane Cherfa            |
| 24 | Israele (bandiera)    | D     | Yuval Spungin             |

| N. |                       | Ruolo | Calciatore           |
| -- | --------------------- | ----- | -------------------- |
| 25 | Brasile (bandiera)    | A     | André Alves          |
| 27 | Cipro (bandiera)      | C     | Antōnīs Katsīs       |
| 28 | Portogallo (bandiera) | D     | Margaça              |
| 29 | Spagna (bandiera)     | D     | Iago Bouzón          |
| 30 | Cipro (bandiera)      | P     | Antōnīs Geōrgalidīs  |
| 32 | Grecia (bandiera)     | P     | Makis Giannikoglou   |
| 40 | Cipro (bandiera)      | C     | Charalampos Kyriakou |
| 44 | Ungheria (bandiera)   | C     | Leandro              |
| 46 | Cipro (bandiera)      | C     | Stathis Aloneftis    |
| 77 | Cipro (bandiera)      | A     | Demetris Christofi   |
| 99 | Angola (bandiera)     | A     | Freddy               |
|    | Svizzera (bandiera)   | P     | Johnny Leoni         |

## Risultati

### Campionato
In campionato chiude la prima fase al 2º posto con 57 punti, frutto di 17 vittorie, 6 pareggi e 3 sconfitte. Nel girone per il titolo chiude 3º, a due punti dall'AEL Limassol.

#### Girone di Andata
| Arbitro: | Stelios Trifonos |

|                                       |           |            |
| Efrem 7’ 32’ Freddy 39’ Christofi 89’ | Marcatori | 52’ Solari |

| Limassol 11 settembre 2011, ore 18:00 2ª giornata          | Arīs Limassol | 1 – 1       | Omonia | Tsirion (5.000 spett.) |
| \| \| \| \| \| Vasiliou 27’ \| Marcatori \| 85’ Margaça \| |               |             |        |                        |
|                                                            |               |             |        |                        |
| Vasiliou 27’                                               | Marcatori     | 85’ Margaça |        |                        |

| Nicosia 2 novembre 2011, ore 17:00 3ª giornata | Omonia | 1 – 0 | AEL Limassol | Neo GSP |

| Larnaca 25 settembre 2011, ore 17:00 4ª giornata | Anorthōsis | 0 – 1 | Omonia |  |

| Nicosia 1º ottobre 2011, ore 17:00 5ª giornata | Omonia | 2 – 0 | Ermīs Aradippou |  |

| 16 ottobre 2011, ore 17:00 6ª giornata | Anagennīsī Deryneia | 1 – 1 | Omonia |  |

| Nicosia 23 ottobre 2011, ore 18:00 7ª giornata | Omonia | 2 – 0 | AEK Larnaca | Neo GSP |

| Nicosia 29 ottobre 2011, ore 19:00 8ª giornata | Olympiakos Nicosia | 0 – 2 referto | Omonia | Neo GSP (2.769 spett.) |

| Nicosia 5 novembre 2011, ore 17:00 9ª giornata | Omonia | 2 – 0 | Apollōn Limassol | Neo GSP |

| 20 novembre 2011, ore 17:00 10ª giornata | Ethnikos Achnas | 0 – 1 | Omonia |  |

| Nicosia 28 novembre 2011, ore 18:00 11ª giornata | Omonia | 2 – 2 | Nea Salamis | Neo GSP |

| 3 dicembre 2011, ore 17:00 12ª giornata | EN Paralimni | 1 – 1 | Omonia |  |

| Nicosia 11 dicembre 2011, ore 13:30 13ª giornata                         | Omonia    | 1 – 3 referto                | APOEL Nicosia | Neo GSP |
| \| \| \| \| \| Avraam 9’ \| Marcatori \| 42’ Solomou 74’ e 78’ Solari \| |           |                              |               |         |
|                                                                          |           |                              |               |         |
| Avraam 9’                                                                | Marcatori | 42’ Solomou 74’ e 78’ Solari |               |         |

#### Girone di Ritorno
| Larnaca 19 dicembre 2011, ore 18:00 14ª giornata | Alkī Larnaca | 0 – 3 | Omonia |  |

| Nicosia 9 gennaio 2012, ore 18:00 15ª giornata | Omonia | 3 – 0 | Arīs Limassol | Neo GSP |

| Limassol 14 gennaio 2012, ore 13:30 16ª giornata | Omonia | 0 – 3 | Omonia |  |

| Nicosia 21 gennaio 2012, ore 13:30 17ª giornata | Omonia | 0 – 1 | Anorthōsis | Neo GSP (12.358 spett.) |

| 28 gennaio 2012, ore 17:00 18ª giornata | Ermīs Aradippou | 0 – 2 | Omonia |  |

| Nicosia 5 febbraio 2012, ore 14:00 19ª giornata | Omonia | 2 – 0 | Anagennīsī Deryneia | Neo GSP |

| Larnaca 11 febbraio 2012, ore 17:00 20ª giornata | AEK Larnaca | 2 – 1 | Omonia |  |

| Nicosia 19 febbraio 2012, ore 17:00 21ª giornata | Omonia | 1 – 0 | Olympiacos | Neo GSP (3.822 spett.) |

| Limassol 25 febbraio 2012, ore 14:00 22ª giornata | Apollōn Limassol | 2 – 5 | Omonia | (6.850 spett.) |

| 4 marzo 2012, ore 17:00 23ª giornata | Omonia | 1 – 1 | Ethnikos Achnas | Neo GSP |

| 10 marzo 2012, ore 17:00 24ª giornata | Nea Salamis | 1 – 0 | Omonia |  |

| Nicosia 17 marzo 2012, ore 17:00 25ª giornata | Omonia | 1 – 0 | EN Paralimni | Neo GSP |

| Nicosia 23 marzo 2012, ore 15:00 26ª giornata | APOEL Nicosia | 1 – 3 referto | Omonia | Neo GSP |

### Coppa di Cipro
La vittoria nella Coppa nazionale (14º titolo) consente all'Omonia l'accesso diretto all'Europa League.

#### Primo turno
Qualificato direttamente al secondo turno.

#### Secondo turno
- Andata: Omonia Nicosia -  Nea Salamis 2-0
- Ritorno:  Nea Salamis - Omonia Nicosia 1-8

#### Quarti di finale
- Andata: Omonia Nicosia -  Ermīs Aradippou 6-0
- Ritorno:  Ermīs Aradippou - Omonia Nicosia 3-0

#### Semifinale di finale
- Andata: Omonia Nicosia -  Ethnikos Achnas 3-1
- Ritorno:  Ethnikos Achnas - Omonia Nicosia 1-0

#### Finale
- Gara unica:  AEL Limassol - Omonia Nicosia 0-1

### Europa League

#### Terzo turno preliminare
| Arbitro: | Xistra |

|                                           |           |  |
| Alex 37’ (rig.) Rengifo 58’ Christofi 77’ | Marcatori |  |

| Arbitro: | Borg |

|             |           |  |
| Derijck 53’ | Marcatori |  |

#### Play-off
| Arbitro: | Probert |

|                          |           |         |
| Freddy 35’ Leandro 45+3’ | Marcatori | 3’ Alan |

| Arbitro: | Mažeika |

|                 |           |  |
| Hinteregger 51’ | Marcatori |  |